# Eddie Van Halen
Edward Lodewijk van Halen, bolj znan pod umetniškim imenom Eddie Van Halen, nizozemsko-ameriški glasbenik, * 26. januar 1955, Amsterdam, Nizozemska, † 6. oktober 2020, Santa Monica, Kalifornija, Združene države Amerike.
Znan je bil predvsem kot glavni avtor glasbe in kitarist ameriške rock skupine Van Halen, ki jo je leta 1972 soustanovil z bratom, bobnarjem Alexom, basistom Markom Stoneom in pevcem Davidom Leejem Rothom. Velja za enega najboljših in najvplivnejših kitaristov v zgodovini rock glasbe; med drugim je populariziral kitarsko tehniko tapkanja, ki je omogočila igranje hitrih arpeggiov z obema rokama na vratu kitare.
S skupino je nekaj let igral po klubih v Los Angelesu, leta 1977 pa jim je založba Warner Records ponudila pogodbo. Nastal je njihov prvenec Van Halen, ki se je uvrstil na 19. mesto Billboardove pop lestvice in postal en od komercialno najuspešnejših rock prvencev dotlej. Bili so ena najslavnejših rock skupin v zgodnjih 1980-ih; album 1984 je leto po izidu prejel petkratno platinasto certifikacijo, vodilni singl z njega, »Jump«, pa jim je prislužil nominacijo za grammyja. Od preostalega dela je bržkone najbolj znan njegov kitarski solo v hitu »Beat It« Michaela Jacksona.